# Scaeva mecogramma
Scaeva mecogramma är en tvåvingeart som först beskrevs av Jacques-Marie-Frangile Bigot 1860.  Scaeva mecogramma ingår i släktet glasvingeblomflugor, och familjen blomflugor.
Artens utbredningsområde är Italien. Inga underarter finns listade i Catalogue of Life.